# Snowshoe
Snowshoe je plemeno kočky domácí. Vzniklo v 60. letech zkřížením americké krátkosrsté a siamské kočky. Snowshoe jsou velmi citlivé kočky, které vyžadují klid, přitom jsou však velmi živé a dobrodružné, také jsou zvědavé a inteligentní.

## Historie
Zrod snowshoe byl v podstatě náhodný, když v roce 1960 kočka americké chovatelky Dorothy Hinds-Daughertyové porodila v jednom z vrhů několik koťat s bílými tlapkami a tzv. odznaky po těle. Takto zbarvená koťata se chovatelce zalíbila a začala se věnovat dalšímu chovu. Chovatelé siamských koček takto zkřížené plemeno zpočátku odmítali, proto byla snowshoe u chovatelských organizací uznávána nejprve pouze jako experimentální plemeno. Až roku 1983 byla oficiálně uznána organizací CFF (Cat Fanciers Federation). V roce 1990 plemeno uznala největší severoamerická chovatelská organizace CFA (Cat Fanciers' Association). Největší evropská chovatelská organizace FIFe (Fédération Inrnationale Feline) plemeno oficiálně uznala až v roce 2004. Plemeno je populární především v USA, Spojeném království a Německu. Několik plemenných koček je chováno i v Česku.

## Vzhled
Snowshoe je středně velká kočka elegantního vzhledu. Tělo je dlouhé a pevné, silné a svalnaté, ale zároveň štíhlé. Dobře vyvážené. Hlava má tvar širokého, po stranách lehce zaobleného klínu. Lícní kosti jsou vysoko posazené, nos je přímý. Uši jsou u báze široké, jejich špičky lehce zaoblené, dodávají kočce ostražitý vzhled. Oči tvaru vlašského ořechu jsou jasně modré, jiskřivé. Zadní nohy jsou o něco delší než přední. Tlapky jsou malé, oválné. Ocas je středně dlouhý až dlouhý, směrem ke špičce se lehce zužuje. Tělo, nohy a hlava jsou vzájemně dobře proporčně vyvážené. Kočka nesmí vykazovat typovou podobnost se siamskými kočkami.

## Srst a barva
Srst je krátká až středně dlouhá bez zřetelné podsady. Odznaky musí být jasně zřetelné. Typické pro tuto kočku jsou bílé „ponožky“ na všech končetinách. Na předních nohou smí zasahovat nejvýše doprostřed nohou, na zadních nohou pak doprostřed stehen.
Jsou uznávány veškeré barevné variety koček s odznaky. Dle FIFe jsou barvy srsti modrá, seal a čokoládová.